# Thomas Faucheron
Thomas Faucheron (ur. 23 lutego 1990) – francuski łucznik, brązowy medalista mistrzostw Europy. 
Startuje w konkurencji łuków klasycznych. Brązowy medalista mistrzostw Europy w 2012 roku w konkurencji indywidualnej.